# Stephan Kemperdick
Stephan Kemperdick (* 1960) ist ein deutscher Kunsthistoriker und Kurator.

## Leben und Wirken
Kemperdick studierte zunächst ab 1983 Bildende Kunst an der Kunstakademie Düsseldorf. Von 1987 bis 1991 schloss sich ein Studium der Kunstgeschichte an den Universitäten Bochum und Berlin an. Nach seiner Promotion über den Meister von Flémalle 1996 hatte Kemperdick eine von der DFG geförderte Stelle als wissenschaftlicher Mitarbeiter zur Katalogisierung der deutschen Malerei bis 1550 am Frankfurter Städel Museum inne. Von 2003 bis 2005 erstellte er den Bestandskatalog deutscher und böhmischer Gemälde 1230–1430 der Berliner Gemäldegalerie. Von 2005 bis 2007 war er Kurator Alter Meister am Kunstmuseum Basel, bevor als Kurator für deutsche, niederländische und französische Malerei vor 1600 an die Gemäldegalerie nach Berlin zurückkehrte.
Stephan Kemperdick forscht und publiziert intensiv zu nordalpiner Kunst des Spätmittelalters. Zahlreiche international beachtete Ausstellungen zeugen ebenso von seiner Kenntnis in diesem Bereich.

## Schriften (Auswahl)
- Zur Lochner-Rezeption außerhalb Kölns. In: Frank Günter Zehnder (Hrsg.): Stefan Lochner. Meister zu Köln. Herkunft – Werke – Wirkung. Ausstellungskatalog. Köln 1993, S. 69–80.
- Der Meister von Flémalle. Die Werkstatt Robert Campins und Rogier van der Weyden (= Ars nova. Band 2). Brepols, Turnhout 1997.
- Rogier van der Weyden 1399/1400–1464 (= Meister der niederländischen Kunst). Könemann, Köln 1999.
- mit Bodo Brinkmann: Deutsche Gemälde im Städel 1300–1500 (= Kataloge der Gemälde im Städelschen Kunstinstitut Frankfurt am Main. Band 4). Von Zabern, Mainz am Rhein 2002.
- Martin Schongauer. Eine Monographie (= Studien zur internationalen Architektur- und Kunstgeschichte. Band 32). Imhof, Petersberg 2004.
- mit Bodo Brinkmann: Deutsche Gemälde im Städel 1500–1550 (= Kataloge der Gemälde im Städelschen Kunstinstitut Frankfurt am Main. Band 5). Von Zabern, Mainz am Rhein 2005.
- Das frühe Porträt. Aus den Sammlungen des Fürsten von und zu Liechtenstein und dem Kunstmuseum Basel. Ausstellungskatalog. Prestel, München / Berlin 2006.
- Hans Holbein d. J. Die Jahre in Basel 1515–1532. Ausstellungskatalog. Prestel, München / Berlin 2006.
- Der Meister von Flémalle und Rogier van der Weyden. Ausstellungskatalog. Hatje Cantz, Ostfildern 2008.
- Deutsche und böhmische Gemälde 1230–1430. Kritischer Bestandskatalog. Imhof, Petersberg 2010.
- Von der Vorlage zum Kunstwerk. Rogier van der Weydens ‚Große Kreuzabnahme‘. In: Wolfgang Augustyn (Hrsg.). Original – Kopie – Zitat. Kunstwerke des Mittelalters und der Frühen Neuzeit. Wege der Aneignung – Formen der Überlieferung (= Veröffentlichungen des Zentralinstituts für Kunstgeschichte in München. Band 26). Passau 2010, S. 207–230.
- Vor Dürer. Die Anfänge der deutschen Porträtmalerei. In: Sabine Haag (Hrsg.): Dürer, Cranach, Holbein. Die Entwicklung des Menschen. Das deutsche Porträt um 1500. Ausstellungskatalog. Hirmer, München 2011, S. 49–54.
- mit Friso Lammertse: The Road to van Eyck. Ausstellungskatalog. Rotterdam 2012.
- „Meister“ und Maler? Was sind die Kölner Werkgruppen um 1400? In: Zeitschrift für Kunsttechnologie und Konservierung 26 (2012), S. 114–126.
- (Hrsg.): Jean Fouqet. Das Diptychon von Melun. Ausstellungskatalog. Imhof, Petersberg 2017.
- mit Erik Eising (Hrsg.): Hugo van der Goes. Zwischen Schmerz und Seligkeit. Ausstellungskatalog. Hirmer, München 2023.
- mit Katrin Dyballa (Hrsg.): Niederländische und französische Malerei 1400–1480. Kritischer Bestandskatalog. Imhof, Petersberg 2024.